# Dial-A-Song: 20 Years of They Might Be Giants
Dial-A-Song: 20 Years Of They Might Be Giants é a sexta compilação da banda They Might Be Giants, lançada a 17 de Setembro de 2002.
| Críticas profissionais                                                      | Críticas profissionais |
| Avaliações da crítica                                                       | Avaliações da crítica  |
| Fonte                                                                       | Avaliação              |
| --------------------------------------------------------------------------- | ---------------------- |
| allmusic                                                                    | [ 2 ]                  |
| Esta tabela precisa de ser acompanhada por texto em prosa. Consulte o guia. |                        |

## Faixas
Todas as faixas por They Might Be Giants, exceto onde anotado.

### Disco 1
1. "Birdhouse in Your Soul" (John Flansburgh, John Linnell) – 3:19
2. "Ana Ng" – 3:21
3. "Don't Let's Start" (Single Mix) – 2:34
4. "Boss of Me" – 2:58
5. "Older" – 1:52
6. "Istanbul (Not Constantinople)" (Jimmy Kennedy, Nat Simon) – 2:35
7. "Doctor Worm" – 3:01
8. "The Guitar" (Luigi Creatore, Hugo Peretti, George David Weiss) – 3:49
9. "Dr. Evil" – 1:50
10. "New York City" (Robynn Iwata, Lisa Marr, Lisa Nielsen) – 3:05
11. "Particle Man" – 1:58
12. "Cyclops Rock" – 2:43
13. "Minimum Wage" – 0:46
14. "Dinner Bell" - 2:11
15. "Man, It's So Loud in Here" – 4:03
16. "We're the Replacements" – 1:49
17. "Why Does the Sun Shine (The Sun Is a Mass of Incandescent Gas)" (Ao vivo) (Lou Singer, Hy Zaret) – 2:20
18. "Your Racist Friend" – 2:54
19. "Bangs" – 3:14
20. "Snail Shell" – 3:21
21. "Twisting" – 1:55
22. "Another First Kiss" – 3:07
23. "They'll Need a Crane" – 2:31
24. "The Statue Got Me High" – 3:05
25. "(She Was A) Hotel Detective" (Single Mix) – 2:21
26. "Put Your Hand Inside the Puppet Head" (Flansburgh, Linnell) – 2:11
27. "I Palindrome I" – 2:20

### Disco 2
1. "She's an Angel" – 2:36
2. "How Can I Sing Like a Girl?" – 4:28
3. "James K. Polk" (Matthew Hill, They Might Be Giants) – 3:05
4. "Meet James Ensor" – 1:33
5. "Mammal" – 2:15
6. "Pet Name" – 4:02
7. "No!" – 1:29
8. "I Can Hear You" – 1:56
9. "Spider" – 0:51
10. "I Should Be Allowed to Think" – 3:07
11. "Fingertips" – 4:33
12. "She's Actual Size" (Ao vivo) – 7:18
13. "Spy" (Versão original) – 2:31
14. "Stormy Pinkness" (Ao vivo) – 2:21
15. "Exquisite Dead Guy" – 2:02
16. "Robot Parade" (Adult Version) – 1:05
17. "Boat of Car" – 1:14
18. "S-E-X-X-Y" (Hal Cragin, They Might Be Giants) – 3:52
19. "Number Three" – 1:27
20. "The End of the Tour" – 3:18
21. "They Might Be Giants" – 2:45
22. "Hey Mr. DJ, I Thought You Said We Had a Deal" – 3:48
23. "Nightgown of the Sullen Moon" – 1:59
24. "Snowball in Hell" – 2:31
25. "Purple Toupee" – 2:40
26. "Cowtown" – 2:21